# Seal River
Seal River är en flod i provinsen Manitoba i Kanada. Den är 260 kilometer lång. Seal River börjar vid Shethanei Lake, där North Seal River och South Seal River möts. Därifrån rinner den österut till mynningen i Hudson Bay, 45 kilometer nordväst om orten Churchill. Floden är sedan 1992 skyddad genom Canadian Heritage Rivers System.